# Cathédrale Saint-Pierre-et-Saint-Paul de Kaunas
Pour les articles homonymes, voir Cathédrale Saint-Pierre-et-Saint-Paul.
La cathédrale Saint-Pierre-et-Saint-Paul de Kaunas est la plus grande église catholique gothique de Lituanie. Située dans la vieille ville, elle mesure 84 m de long pour 34 m de large, et se trouve être la cathédrale de l'archidiocèse de Kaunas. 

## Histoire

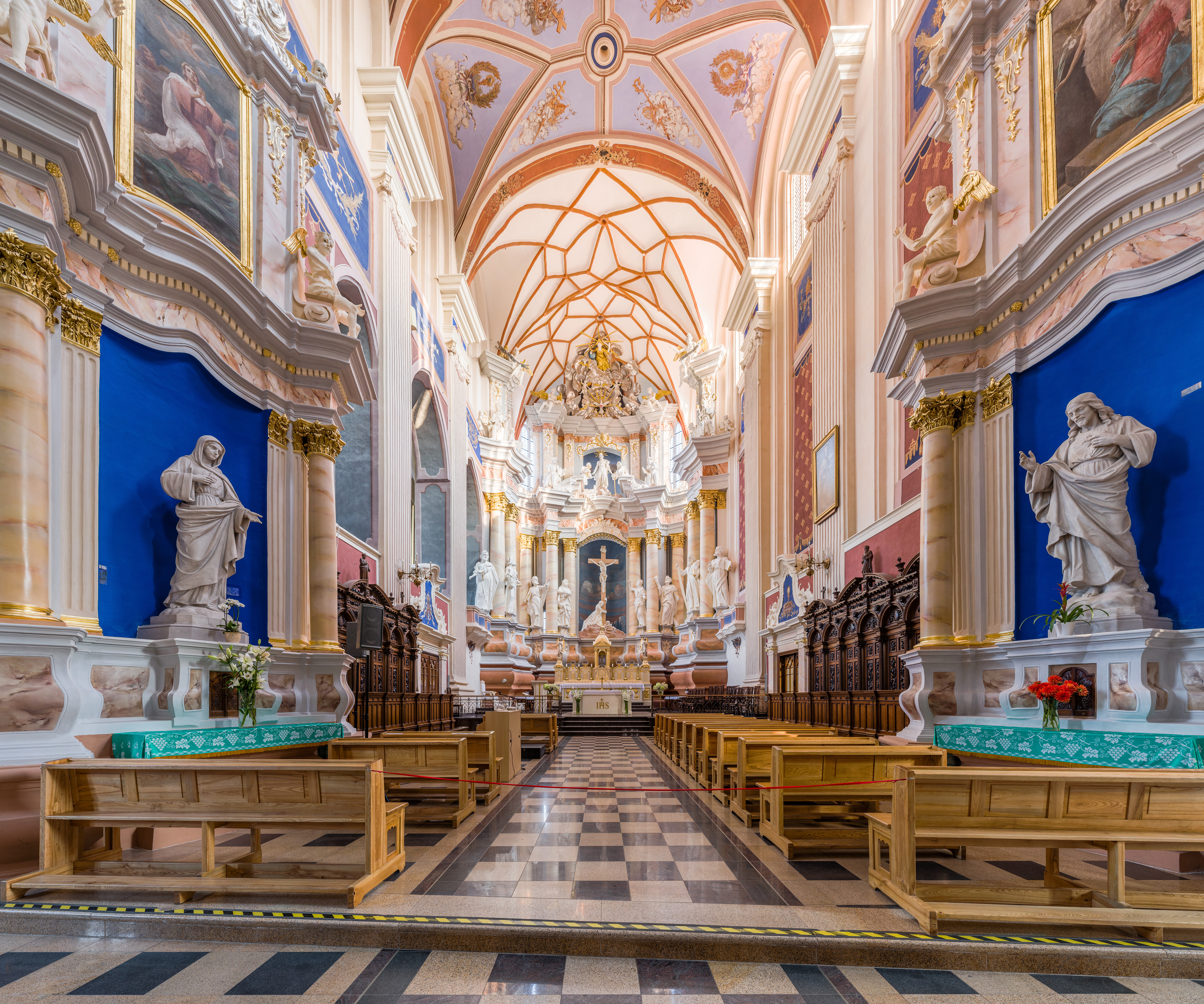
Vue générale de l'intérieur.

La date exacte de sa construction est inconnue, mais les documents la mentionnent en 1413. Elle ne fut achevée qu’en 1624 et souffrit des guerres de 1655 qui provoquèrent sa reconstruction partielle en 1671 avec des ajouts Renaissance. Un incendie détruisit son toit en 1732 et l’on ne reconstruisit qu’une seule des deux tours.
Le roi de Pologne, Stanislas Poniatowski, la dota d’un riche intérieur baroque en 1771.
Elle fut rénovée en 1800 et devint cathédrale en 1895. Benoît XV l’éleva au rang de basilique mineure en 1921.
La cathédrale a été visitée par le pape François le 23 septembre 2018 pour une cérémonie regroupant le clergé et les personnes consacrées de Lituanie.